# Cathedral City
Cathedral City é uma cidade localizada no estado americano da Califórnia, no Condado de Riverside. Foi incorporada em 16 de novembro de 1981.

## Geografia
De acordo com o United States Census Bureau, a cidade tem uma área de 56,4 km², onde 55,7 km² estão cobertos por terra e 0,7 km² por água.

### Localidades na vizinhança
O diagrama seguinte representa as localidades num raio de 24 km ao redor de Cathedral City. 

## Demografia
Segundo o censo nacional de 2010, a sua população é de 51 200 habitantes e sua densidade populacional é de 919,46 hab/km². Possui 20 995 residências, que resulta em uma densidade de 377,03 residências/km².